# Handrij Dučman

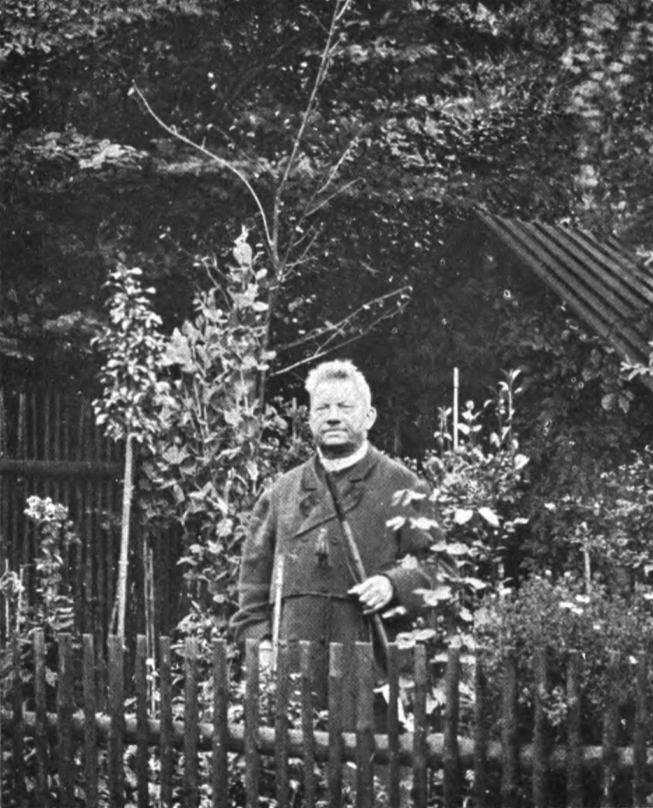
Handrij Dučman

Handrij Dučman, född 27 februari 1836 i Basankwitz, Oberlausitz, död 7 april 1909 i Dresden, var en sorbisk författare och folklorist.
Dučman var intill 1886 verksam som präst. Han verkade mycket nitiskt för den vendiska (sorbiska) litteraturen i Lausitz genom tidskrifter och utgivning av böcker för folket, särskilt religiösa, och författade även en mängd folkliga berättelser (under pseudonymen H. Wólšinski) och dikter. Hans litteraturhistoria, Pismowstwo katholskich serbow (I, 1869; II, 1874), förbättrades och utvidgades under 1870- och 1880-talen ytterligare.